# Katarzyna Burgundzka

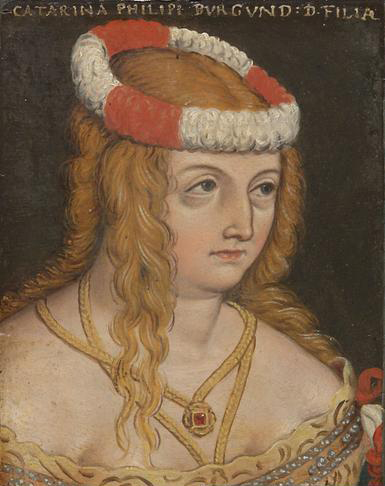
Katarzyna z Burgundii

Katarzyna Burgundzka (ur. w 1378, zm. 26 stycznia 1425 w Dijon) - córka księcia Burgundii Filipa II Śmiałego, żona księcia Leopolda IV Habsburga.
Wyszła za mąż w 1393, gdy miała 15 lat. Mimo iż w średniowieczu mężatki nie mogły samodzielnie zarządzać swoim majątkiem (w tym posagiem i wianem), Katarzyna uzyskała duże ustępstwa ze strony męża w zakresie zarządu swoimi posiadłościami. Rezydowała w Alzacji, niedaleko ojcowskiej Burgundii. Wśród tamtejszej szlachty nie cieszyła się zbyt dobrą opinią. W 1410 brała udział w walkach o Bazyleę.
Mąż Leopold IV zmarł w 1411. Nie doczekali się potomstwa. Po jego śmierci wyszła po raz drugi za mąż w 1414 za Maksymiliana von Rappoltsteina. Zmarła mając 47 lat. Została pochowana w klasztorze Champmol.